# Carl Calcum
Carl Calcum (eigentlich Karl-August Lohausen; * 30. Juni 1907 in Rodingen; † 27. August 1971 in Berlin) war ein deutscher Ingenieur und Science-Fiction-Autor.
Sein Pseudonym mag mit einem gewissen General Wilhelm von Calckum, genannt Lohausen, einem Feldherrn im Dreißigjährigen Krieg zu tun haben.
Als Beauftragter der General Electric Company entwickelte Lohausen elektrische Sicherungen, für die er mehrere Patente einreichte. Ein weiteres von ihm am 25. Mai 1943 eingereichtes Patent (Nr. 2.320.149) befasste sich mit der Herstellung von Schutzgasen zur Wärmebehandlung von Metallen.

## Werke (Auswahl)
- Stromverlauf und Leistungsumsatz im Bade von Lichtbogen-Elektrostahlöfen. In: Archiv für Elektrotechnik. Band 26, Nr. 9, 27. April 1932, ISSN 1432-0487, doi:10.1007/BF01657242, S. 611–619.
- Wall im Weltraum. Technischer Zukunftsroman aus dem Jahre 1972. Silva-Verlag, Iserlohn 1948, DNB 574653791.
- Lacktrocknung mit Wärmestrahlen. Carl Hanser Verlag, München 1948 OCLC 258584306.
- Fortschritte in der Infrarot-Technik. Infrarot-Strahler und -Öfen. In: Z. VDI Band 94, 1952, S. 323–327.
- Fortschritte in der Infrarot-Technik. Anwendungen und Ergebnisse. In: Z. VDI Band 94, 1952, S. 792–796.
- Fortschritte in der Infrarot-Technik. Betriebsanlagen, neue Erkenntnisse und weitere Entwicklung. In: VDI-Zeitschrift. Band 94, 1952, S. 1183/1186.
- Elektrische Infrarot-Raumheizung. In: Deutsche Elektrotechnische Zeitschrift. Heft 1, 1957, S. 24.